# Massacro di Lauria
Il massacro di Lauria fu una strage compiuta tra il 7 ed il 9 agosto 1806 dalle truppe napoleoniche comandate dal generale Andrea Massena a danno della popolazione locale che si era ribellata all'occupazione francese parteggiando per la corona borbonica.

## La strage
(Tommaso Pedìo, p. 28)
Il fatto di sangue, anche noto nelle fonti ottocentesche come Sacco di Lauria o Assedio di Lauria, si verificò nella città lucana, fedele ai sovrani borbonici, poiché la popolazione locale ostacolò, con l'ausilio di militari napoletani, l'avanzata delle truppe francesi dalla capitale alla Calabria.
Il 7 agosto l'armata francese partì all'alba da Lagonegro e giunse nei pressi di Lauria prima di mezzogiorno, così come risulta dalla relazione che il maresciallo Massena scrisse per il sovrano il 9 agosto, una volta superato Castelluccio e giunto a Rotonda contro gli insorti. Il Massena ha ordini categorici. Contro i ribelli non basta, come hanno fatto si n'ora
le Commissioni Militari istallate nelle province meridionali subito dopo la conquista francese, applicare l’art. 8 del titolo 4 della legge del 21 brumaio dell'anno V che prevede,
in tutti i paesi occupati dalle armate repubblicane, la pena di morte per i rei di rivolta, di sedizione o di semplice disobbedienza anche nella ipotesi del tentativo senza conseguenze.
Bisogna trattare questa gente alla stregua dei delinquenti comuni: non sono combattenti, ma volgari brigants, le cui azioni non trovano giustificazione alcuna. Non meritano alcuna
benevolenza. Il loro comportamento non ammette il perdono: per mantenere il paese occorrono misure straordinarie e la massima energia. La rappresaglia – sostiene
Napoleone nel dare disposizioni al nuovo sovrano di Napoli impegnato a reprimere la rivolta - è giustificata e legittima. Il saccheggio e l'incendio dei paesi ribelli e di quelli che
minacciano di ribellarsi e le fucilazioni in massa varranno ad incutere il terrore e l'obbedienza. E il Massena si uniforma alle disposizioni impartite da Napoleone. Anche in
Basilicata la repressione sarà violenta e sanguinosa. Chi sfugge ai massacri, viene inseguito, braccato e, per non cadere nelle mani di uomini che hanno l'ordine di passare
per le armi chiunque abbia cercato di opporsi all'invasore, è costretto a darsi alla guerriglia che, per la cieca crudeltà e la inumana ferocia dei conquistatori, degenera nel
brigantaggio.
Lauria era un focolaio di rivolta, alimentato dagli stessi briganti, così denominati dai francesi, in realtà insorgenti capeggiati da Vincenzo Geniale Versace, che il 4 agosto avevano abbandonato Lagonegro. 
La quasi totalità degli abitanti di Lauria non era intenzionata a consegnare il paese allo straniero e riversava la propria rabbia, anche con la violenza fisica, contro gli stessi concittadini che invece consigliavano la resa. Già il 5 agosto, in quella che era la campagna delle Due Calabrie, Andrea Massena, provvisoriamente accampato nei pressi di Lagonegro, marciava verso la città ribelle. Distinte furono le sue parole rivolte ai soldati, quando il primo aiutante di campo, inviato in ricognizione, gli riferì che si sentiva suonare la campana a martello: - Che suonino la loro morte! - Un secondo aiutante di campo, a sua volta, lo portò a conoscenza che la sparatoria era cominciata: - Bruceranno! - E Massena, laconico come uno spartano, mantenne la sua parola: Lauria fu data alle fiamme. I soldati si distribuirono, infatti, una volta arrivati a destinazione, su due fronti: il primo, comandato dal generale Gardanne, si diresse sulle colline, nella parte alta del paese; il secondo fu condotto da Massena ad accerchiare la borgata. Le truppe furono accolte a fucilate dagli abitanti che, nell'attesa, avevano predisposto delle barricate; quindi i francesi appiccarono il fuoco alle case per costringere i ribelli ad uscire allo scoperto.
Molti furono i morti, presumibilmente intorno ai mille: oltre un centinaio di abitanti furono sgozzati nelle grotte dove si erano nascosti e i fuggiaschi puniti con la fucilazione o la forca; non vennero risparmiati nemmeno i bambini e le donne; queste ultime subirono in gran numero anche violenza carnale. Le cronache del tempo narrano che i soldati còrsi, tra i più efferati, si accanirono contro gli inermi, massacrando anche i malati ritrovati nel proprio letto e impossibilitati a fuggire.

## Conseguenze

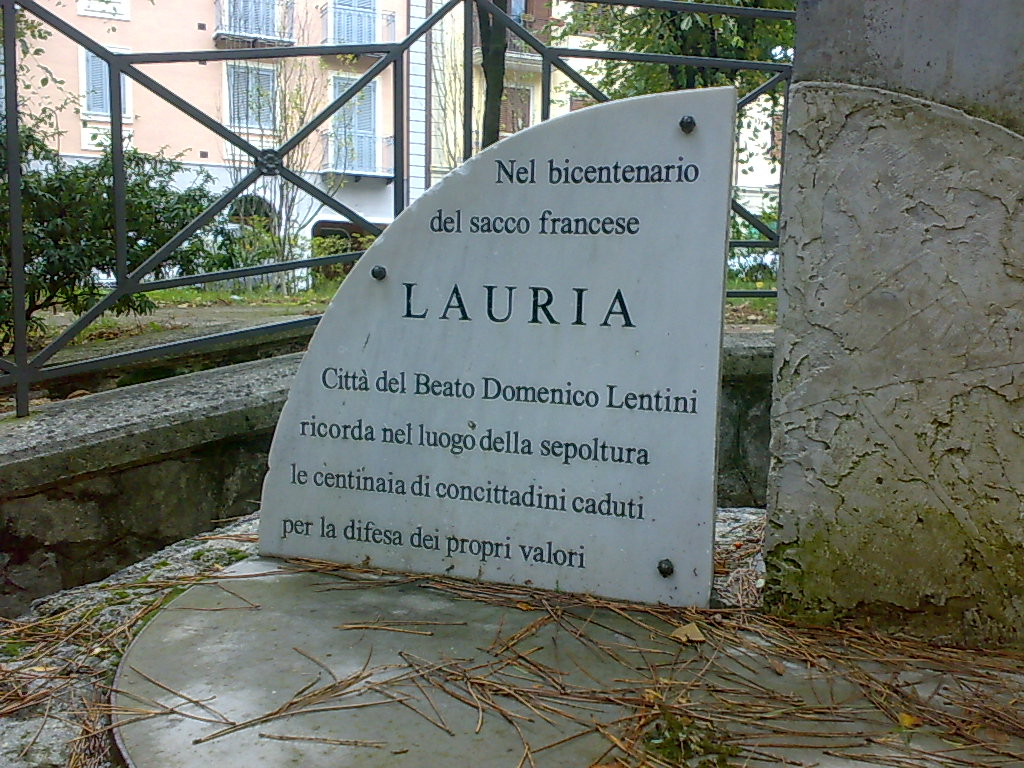
Lapide commemorativa sottostante al monumento

Le relazioni militari dell'epoca riportano, oltre all'eccidio di circa un migliaio di abitanti di Lauria sui novemila dell'epoca, dell'incendio e della distruzione di edifici sacri e di palazzi istituzionali, nonché del tremendo saccheggio di cui il Masséna concesse licenza alle sue truppe. I corpi degli abitanti uccisi, insieme a quelli dei partigiani napoletani, vennero gettati in una fossa comune ricordata come l'onda dei morti e scoperta durante i lavori per l'edificazione della villa comunale del rione superiore, ove una lapide è stata eretta in memoria dei caduti nel bicentenario del tragico evento (2006).
La vendita dell'enorme bottino accaparrato dai francesi fruttò loro non meno di 90 000 ducati. Lauria (già sede dell'omonimo cantone nel 1799) fu inoltre punita con l'abrogazione e l'allontanamento, principalmente verso Lagonegro, di tutti gli uffici amministrativi, giudiziari e finanziari che lì erano presenti.
Nel 1815, una volta tornati sul trono di Napoli, i Borbone conferirono alla città di Lauria il titolo di Semper Fidelis per il coraggio mostrato dagli abitanti nel resistere all'invasore francese.